# Radio Musicola
Radio Musicola è il terzo album in studio del cantautore britannico Nik Kershaw, pubblicato il 6 dicembre 1986 dall'etichetta discografica MCA Records. 
L'album non ha riscosso il successo dei precedenti lavori di Kershaw, piazzandosi alla 47ª posizione della classifica britannica. Inoltre, dei 4 singoli pubblicati, nessuno ha raggiunto la Top 20.

## Tracce
Disponibili solo su CD e musicassetta.
Testi e musiche di Nik Kershaw.
1. Radio Musicola – 5:53
2. Nobody Knows – 4:21
3. L.A.B.A.T.Y.D. – 4:14
4. What the Papers Say – 3:33
5. Life Goes On – 5:02
6. Running Scared – 5:03
7. James Cagney – 5:20
8. Don't Let Me Out of My Cage – 4:34
9. When a Heart Beats – 4:30
10. Violet to Blue – 6:16